# Vũ Trinh
Vũ Trinh (1759–1828) était un haut fonctionnaire et un juriste ayant servi à la fois à la fin de la dynastie Lê et au début de la dynastie Nguyễn. Il a apporté de nombreuses contributions dans divers domaines culturels au service du pays.

## Carrière
Vũ Trinh (1759–1828), de nom de courtoisie Duy Chu, pseudonyme Huệ Văn, fut un éminent lettré, juriste et homme de lettres à la fin de la dynastie Lê post-restauration et au début de la dynastie Nguyễn au Viêtnam. Originaire du village Ngọc Quan (aujourd’hui Lâm Thao, Bắc Ninh), il appartenait à une lignée de lettrés prestigieux: son grand-père Vũ Miên et son père Vũ Chiêu étaient de hauts fonctionnaires.
Prodige dès son plus jeune âge, Vũ Trinh obtint le titre de Giải nguyên (premier lauréat de l’examen provincial) à 16 ans (1775). Il gravit ensuite rapidement les échelons de l’administration: Vice-Chancelier (Tham tri Chính sự), postes ministériels sous les dynasties Lê et Nguyễn, ambassadeur auprès de la Chine des Qing, et co-auteur du Code de Gia Long. Il a autrefois été envoyé en tant que chef de mission auprès de la dynastie Qing pour présenter ses félicitations à l’occasion du 50e anniversaire de l’empereur Jiaqing.
Il est aussi l’auteur d’œuvres littéraires notables: Lan Trì kiến văn lục, recueil de 45 contes en chinois classique écrit durant sa retraite; les recueils poétiques Sứ Yên thi tập, Cung oán thi tập ; et il participa à l’écriture de pièces de chèo classique.
Loyal lettré confucianiste, il refusa un poste offert par le régime Tây Sơn, préférant l’intégrité à l’opportunisme. Il demeura un éducateur et un juriste respecté jusqu’à sa mort en 1828.

## Parentèle
Vũ Trinh avait pour épouse la sœur aînée du grand poète Nguyễn Du.